# 洛约拉马利蒙特大学

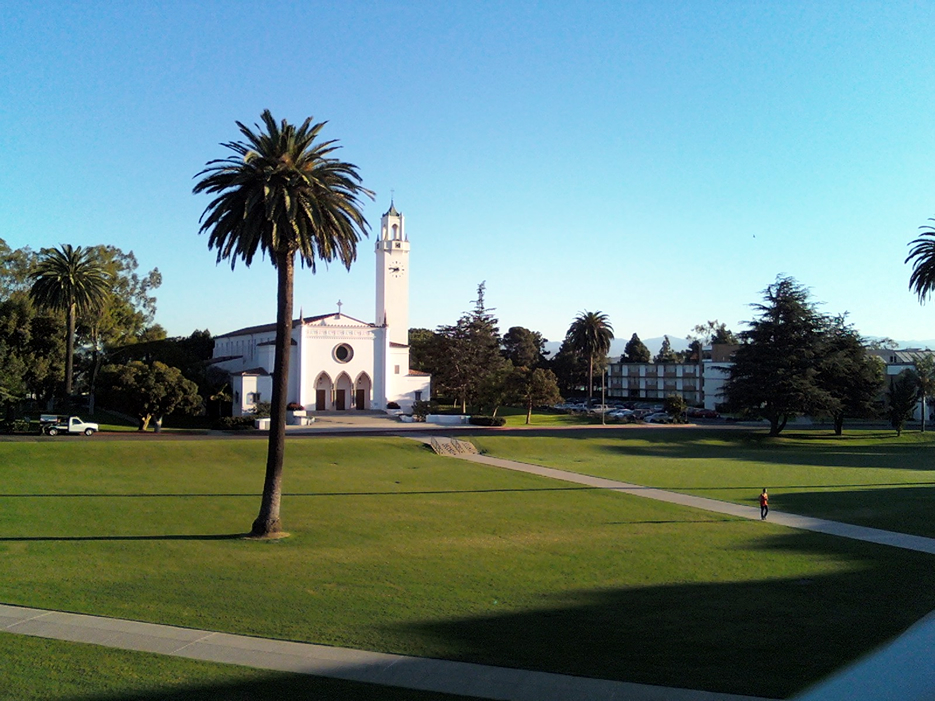
大學內的小教堂

羅耀拉馬利蒙特大學或譯為洛約拉馬利蒙特大學 （Loyola Marymount University，縮寫：LMU）是位於美國加利福尼亞州洛杉磯的一所私立天主教大學，其歷史可以追溯到1865年成立的聖文森特學院，1973年由羅耀拉大學和馬利蒙特學院合併而成。到2010年為止，它是加州學生人數最多的天主教大學， 2015年《美國新聞與世界報導》 “西部地區大學”排名中排在第3位，2023年美國新聞與世界報導，將其排至全美大學第77名。

## 外部連結
- Official website （页面存档备份，存于）

33°58′12″N 118°25′05″W / 33.9700°N 118.418°W